# Mamãe Não Diga Nada ao Papai/Alergia
Mamãe Não Diga Nada ao Papai/Alergia é o oitavo LP do roqueiro brasileiro Serguei. Foi lançado como compacto simples pelo selo TopTap em 1984, sendo o último de seus compactos simples. 
As duas músicas foram gravadas em dueto com Herman Torres (ex-Gang 90 e as Absurdettes).

## Faixas
| Lado A |                                |                |         |  |
| N.º    | Título                         | Compositor(es) | Duração |  |
| 1.     | "Mamãe Não Diga Nada Ao Papai" |                |         |  |

| Lado B |           |                |         |  |
| N.º    | Título    | Compositor(es) | Duração |  |
| 2.     | "Alergia" |                |         |  |